# Kantar Group
Kantar có trụ sở tại Vương Quốc Anh, được thành lập năm 1993 như một công ty con của WPP plc với lĩnh vực nghiên cứu, tư vấn và tầm nhìn thị trường, có trụ sở tại London. Nó là một mạng lưới gồm có 12 công ty, với khoảng 28.500 nhân viên làm việc tại 100 quốc gia về lĩnh vực nghiên cứu và tư vấn. Eric Salama là Giám đốc điều hành hiện tại của công ty.
Kantar hiện tại được biết đến như là bộ phận quản lý đầu tư dữ liệu của WPP, báo cáo tài chính doanh thu cho năm 2013 kết thúc ngày 31/12/2013 là 2,549.7 triệu bảng.

## Millward Brown
Millward Brown được thành lập ở Warwick, Anh vào năm 1973 và được tập đoàn WPP mua lại năm 1990. Millward Brown là một công ty nghiên cứu toàn cầu chuyên về lĩnh vực quảng cáo, tiếp thị truyền thông, phương tiện truyền thông và nghiên cứu phát triển thương hiệu. Millward Brown làm việc trên một loạt các ngành công nghiệp và các phân ngành, và có một số hoạt động chuyên ngành sau: Tập đoàn BPRI (chuyên nghiên cứu B2B trên toàn cầu). Dynamic Logic (đo lường tác động của hiệu quả tiếp thị kỹ thuật số). Firefly Millward Brown (nghiên cứu chất lượng mạng toàn cầu Millward Brown), Millward Brown Optimor (hành nghề tư vấn chiến lược cho Millward Brown) và Neuroscience Practice.

## IMRB International
IMRB International (tên cũ là "Indian Market Research Bureau"), thành lập năm 1970, là một công ty nghiên cứu thị trường, khảo sát và tư vấn kinh doanh đa quốc gia, cung cấp một loạt các dữ liệu cung cấp thông tin và dịch vụ nghiên cứu tùy chỉnh. Với hơn 1200 nhân viên, IMRB là một trong những nhà cung cấp lớn nhất của nghiên cứu thị trường tại Ấn Độ trong một ngành công nghiệp ước tính trị giá tối thiểu 187 triệu USD. Là công ty nghiên cứu thị trường còn tồn lại lâu đời nhất tại thị trường Ấn Độ, IMRB đã chịu trách nhiệm cho việc thiết lập bảng thống kê dựa trên hộ gia đình đầu tiên và duy nhất, hệ thống đo lường khán giả xem truyển hình và bảng thống kê radio đầu tiên trong cả nước. IMRB đã đóng một vai trò quan trọng trong sự phát triển nghiên cứu thị trường tại Ấn Độ. Lĩnh vực chuyên môn của IMRB International là thị trường tiêu dùng, tiếp thị công nghiệp, tiếp thị B2B, tiếp thị xã hội và tiếp thị nông thôn.

## Kantar Health
Kantar Health là một công ty tư vấn toàn cầu và " tầm nhìn tiếp thị", phục vụ các ngành dược phẩm, công nghệ sinh học, chẩn đoán và các thiết bị công nghiệp. Kantar Health được thành lập năm 2009 từ hiệp hội Khoa Học Sức khỏe người tiêu dùng, MattsonJack, TNS Healthcare, và Ziment. Công ty có hơn 40 văn phòng trên khắp châu Mỹ, châu Á – Thái Bình Dương, Châu Âu, Trung Đông, Châu Phi và Ấn Độ.

## Kantar Media
Kantar Media cung cấp một loạt các phương tiện và dịch vụ đo lường khán giả thông qua việc phân tích văn bản, nội dung phát thanh, truyền hình, internet, điện ảnh, điện thoại di động, phương tiện truyền thông xã hội, và các hoạt động outdoor trên toàn thế giới. Kantar Media được thành lập từ việc tập đoàn WPP mua lại TNS và KMR Media trong năm 2008. Kanta Media đã trở thành công ty con của Kantar Group chuyên về đo lường khán giả, đánh giá cũng như đưa ra thông tin tầm nhìn người tiêu dùng trong năm 2010.

## Kantar Worldpanel
Kantar Worldpanel chạy các bảng thống kê người dùng toàn cầu.

## Lightspeed Research
Lightspeed Research (LSR) được thành lập năm 2000 và có trụ sở tại Warren, New Jersey, Hoa Kỳ. Công ty hoạt động ở Bắc Mỹ, châu Âu và châu Á. LSR cung cấp dịch vụ nghiên cứu thị trường trực tuyến trên toàn cầu, chuyên sử dụng Internet như là một nền tảng thu thập dữ liệu để cung cấp cho nghiên cứu thông qua việc xây dựng và duy trì các bảng điều khiển tùy thuộc vào chất lượng và tiêu chuẩn lấy mẫu đại diện. Bảng điều khiển đặc biệt dao động giữa các ngành công nghiệp như dịch vụ tài chính, chăm sóc sức khỏe, kinh doanh, ô tô, gia đình và nhiều hơn nữa. LSR cũng cung cấp tùy chỉnh bảng điều khiển để giải quyết nhu cầu cụ thể của khách hàng. Trong năm 2007 Lightspeed Research đã tiến hành trên 20 triệu khảo sát trực tuyến.

### My Survey
My Survey là một bảng điều khiển trực tuyến được điều hành bởi Lightspees Research. Những người tham gia được trả tiền để điền vào các cuộc điều tra thương hiệu cho các tổ chức như AdCouncil và USA Today. Khởi nguồn của My Survey được thành lập năm 1946 khi công ty nghiên cứu thị trường Taylor Nelson Sofres (TNS) ra mắt hiệp hội National Family Opinion (NFO). TNS NFO phát triển thành các cộng đồng mạng trực tuyến MySurvey, thành lập năm 1999 với Lightspeed. Hiện nay có hơn 4 triệu thành viên MySurvey trong 40 thị trường Châu Mỹ, Châu Âu và Châu Á Thái Bình Dương.

## Added Value
Trong năm 2004, ba công ty Kantar gồm có Added Value, Icon Brand navigation và Diagnostic Research kết hợp lại thành Added Value (AV). Added Value tập trung vào tiếp thị thương hiệu, nghiên cứu chuyên sâu, sáng tạo và tối ưu hóa truyền thông. Dịch vụ cốt lõi được đặt ra là định hướng tương lai (phân tích văn hóa và xu hướng), xác định các cơ hội thị trường (phân khúc thị trường và người tiêu dùng, lập các bản đồ, quản lý thương hiệu và các danh mục đầu tư); Tăng cường vốn chủ sở hữu thương hiệu (nhãn hiệu đánh giá, chẩn đoán và sáng tạo chiến lược); Đổi mới (nhân chủng học, ý tưởng thế hệ và phát triển); Ý kiến đánh giá(tiếp thị tối ưu hóa hỗn hợp, đánh giá khái niệm); Thông tin liên lạc tối ưu hóa (giải mã và lập kế hoạch, sao chép thử nghiệm): Tối ưu hóa thông tin liên lạc (giải mã và lập kế hoạch, sao chép thử nghiệm): và tối ưu hóa hiệu suất truyền thông (lập kế hoạch theo dõi).
Added Value hoạt động dưới tên doanh nghiệp là Added Value, Icon Added Value, Oracle Added Value, Added Value Checskin, AV Stratosfera và Added Value Saffron Hill. Công ty có 21 văn phòng trên 13 quốc gia, hoạt động tại vương quốc Anh (London), Pháp (Paris), Tây Ban Nha (Barcelona và Madrid), Italia (Milan), Đức (Nuremberg và Hamburg), Balan (Warsaw), Nga (Moscow), Nam Phi (Cape Town và Johannesburg), Mỹ (NewYork, Los Angeles và Sanfrancisco), Úc (Sudney), Trung Quốc (Hồng Kông, Bắc Kinh, Quảng Châu và Thượng Hải), Singapore và Philippines (Manila).

## TNS
Năm 2008, TNS đã được tập đoàn WPP mua lại và được đưa vào trộn với Kantar. Trong tháng 2 năm 2009, Kantar đã sáp nhập TNS và Research International.

## The Futures Company
The Futures Company là công ty tư vấn và đổi mới chiến lược toàn cầu, được hình thành thông qua kết hợp của các công ty The Henley Centre, Headlight Vision,Yankelovic và TRU.

## Benenson Strategy Group
Trong năm 2013 Kantar đã mua lại tập đoàn Benenson Strategy. Giám đốc điều hành của công ty tư vấn chiến lược này là Joel Benenson. Ông là một cố vấn cấp cao của Nhà Trắng.

## Graphic
Vào tháng 7 năm 2014 Kantar đã mua Guardian Digital Agency (GDA) trước đây là một phần của The Guardian. Các dữ liệu trực quan, thiết kế và phát triển tương tác đã được đổi tên thành Graphic.